# عادل إبراهيم (ممثل إماراتي)
عادل إبراهيم ممثل إماراتي يعتبر مؤسسا لمسرح دبي الشعبي وعضو في جمعية دبي شغل مناصب إدارية في كل من الجمعية والمسرح التحق بفرقة مسرح دبي الشعبي بجمعية دبي للفنون ممثلاً أواخر عام 1976.

## أعماله

### المسرحيات
- القواد يتكلم
- المصفوع ما ينسى
- درس من الزمن
- مال الله هجان
- قاضي موديل 80
- اسم تحت التجربة
- سر الكنز
- مطلوب خدامه حالا
- إذا فات الفوت
- التوبة هالمره
- المخدوع
- رحلة حنظله
- بومحيــــوس في بتــــايا
- كسلان جداً
- فالتوه 1
- الدكتــــور فـــاس وصل من تكساس
- للكبار مع التحية
- بومحيوس في ورطه
- قرية الخنفروش
- دبابيس
- سيف بوهلال
- المفاليس
- هي وهاي وهو
- بومحيوس 97
- حسينوه سهمك جرحني
- مال الله الهجان
- السردال
- علي جناح التبريزي
- حرم معالي الوزير

### المسلسلات التلفزيونية
- - مسلسل شهريار الفريج
- - مسلسل أبي عفواً
- - فوازير يا نايم قوم
- - مؤامرات عائلية
- - تناقضات
- - فوازير الأمثال
- - عارف مب عارف
- - مسلسل بن سحتوت

### في الإذاعة
1. - صوره غلط

1. - المال مال أبونا

1. - مذكرات عرقوب

1. - البحث عن وظيفة

1. - عيال الكحيان

1. - أمثال وأمثال

1. - يوميات بومحيوس

1. - حكاية للأطفال

### في السينما
- - خيوط الحرير
- - الصرخة الاخيرة